# I Luh Ya Papi
"I Luh Ya Papi" é uma canção da cantora norte-americana Jennifer Lopez, gravada para o seu oitavo álbum de estúdio A.K.A.. Conta com a participação do rapper marroquino French Montana, sendo que foi composta pelos dois intérpretes com o auxílio de Andre Proctor e Noel Fisher, com o último a tratar também da produção. O seu lançamento ocorreu a 11 de Março de 2014 através da Capitol Records.

## Desempenho nas tabelas musicais

### Posições
| Tabela musical (2014)              | Melhor posição |
| ---------------------------------- | -------------- |
| Canadá - Canadian Hot 100          | 78             |
| Coreia do Sul - Gaon Digital Chart | 59             |
| Estados Unidos - Billboard Hot 100 | 77             |
| Reino Unido - UK Singles Chart     | 170            |
| Reino Unido - UK R&B Chart         | 33             |

## Prêmios e indicações
| Ano  | Prêmiação          | Categoria              | Resultado |
| ---- | ------------------ | ---------------------- | --------- |
| 2014 | World Music Awards | Melhor Vídeo do Mundo  | Indicado  |
| 2014 | World Music Awards | Melhor Música do Mundo | Indicado  |

## Histórico de lançamento
| País           | Data                | Formato                     | Editora discográfica |
| -------------- | ------------------- | --------------------------- | -------------------- |
| Estados Unidos | 11 de Março de 2014 | Descarga digital            | Capitol              |
| Alemanha       | 12 de Março 2014    | Descarga digital            | Universal Music      |
| Espanha        | 12 de Março 2014    | Descarga digital            | Universal Music      |
| França         | 12 de Março 2014    | Descarga digital            | Universal Music      |
| Itália         | 12 de Março 2014    | Descarga digital            | Universal Music      |
| Japão          | 12 de Março 2014    | Descarga digital            | Universal Music      |
| Portugal       | 12 de Março 2014    | Descarga digital            | Universal Music      |
| Reino Unido    | 12 de Março 2014    | Descarga digital            | Universal Music      |
| Estados Unidos | 25 de Março de 2014 | Rádio rhythmic contemporary | Capitol              |